# Menteng (Dżakarta Centralna)
Menteng – dzielnica Dżakarty Centralnej. 

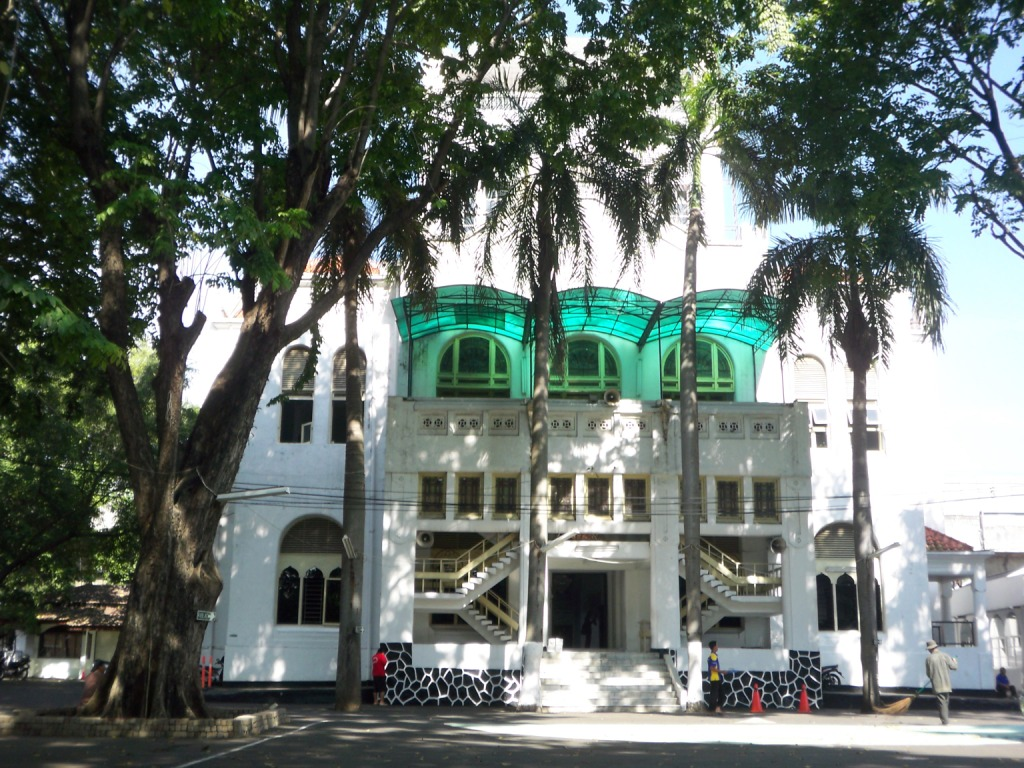
Meczet Cut Mutiah w Gondangdia

## Podział
W skład dzielnicy wchodzi pięć gmin (kelurahan):

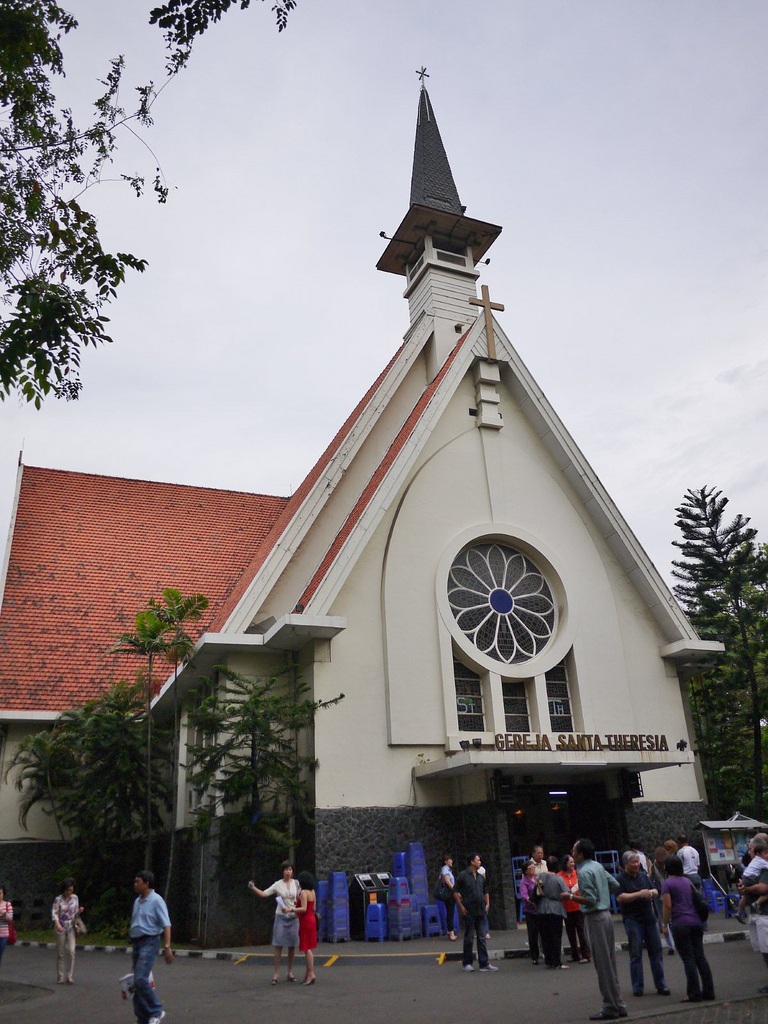
Kościół św. Teresy w Gondangdia

- Menteng – kod pocztowy 10310
- Pegangsaan – kod pocztowy 10320
- Cikini – kod pocztowy 10330
- Kebon Sirih – kod pocztowy 10340
- Gondangdia – kod pocztowy 10350